# セミノール郡 (オクラホマ州)
セミノール郡（英: Seminole County）は、アメリカ合衆国オクラホマ州の中央部に位置する郡である。2010年国勢調査での人口は25,482人であり、2000年の24,894人から2.4%増加した。郡庁所在地はウェウォカ市（人口3,430人）であり、同郡で人口最大の都市はセミノール市（人口7,488人）である。

## 歴史
オクラホマが州に昇格する以前、セミノール郡はセミノール族インディアンに割り当てられたインディアン準州の小部分だった。セミノール郡はオクラホマ州とアメリカ合衆国の石油産業で80年間重要な役割を果たしてきた。巨大なセミノール油田はこれまで発見された中でも最も重要なものの1つである。発見は1926年であり、埋蔵量は8億2,200万バーレル (130,700,000 m3) と推計されている。1927年にアメラダ石油によって発見されたモード油田は反響地震学を使って初めて発見されたものだった。これが石油産業で近代的地球物理学手段の始まりとなった。

## 地理
アメリカ合衆国国勢調査局に拠れば、郡域全面積は641平方マイル (1,659 km2)であり、このうち陸地633平方マイル (1,638 km2)、水域は8平方マイル (21 km2)で水域率は1.26%である。

### 隣接する郡
- オクフスキー郡 - 北東
- ヒューズ郡 - 東
- ポントトク郡 - 南
- ポタワトミー郡 - 西、北

## 人口動態

人口ピラミッド

以下は2000年の国勢調査による人口統計データである。
| 基礎データ - 人口: 24,894人 - 世帯数: 9,575 世帯 - 家族数: 6,788 家族 - 人口密度: 15人/km2（39人/mi2） - 住居数: 11,146軒 - 住居密度: 7軒/km2（18軒/mi2） 人種別人口構成 - 白人: 70.74% - アフリカン・アメリカン: 5.59% - ネイティブ・アメリカン: 17.39% - アジア人: 0.22% - 太平洋諸島系: 0.05% - その他の人種: 0.74% - 混血: 5.28% - ヒスパニック・ラテン系: 2.22% 言語による人口構成 - 英語: 94.7% - マスコギー語: 2.9% - スペイン語: 1.7% 年齢別人口構成 - 18歳未満: 26.3% - 18-24歳: 9.0% - 25-44歳: 24.4% - 45-64歳: 23.4% - 65歳以上: 16.7% - 年齢の中央値: 38歳 - 性比（女性100人あたり男性の人口） - 総人口: 93.2 - 18歳以上: 90.0 | 世帯と家族（対世帯数） - 18歳未満の子供がいる: 30.7% - 結婚・同居している夫婦: 53.3% - 未婚・離婚・死別女性が世帯主: 13.3% - 非家族世帯: 29.1% - 単身世帯: 25.9% - 65歳以上の老人1人暮らし: 13.1% - 平均構成人数 - 世帯: 2.54人 - 家族: 3.05人 収入と家計 - 収入の中央値 - 世帯: 25,568米ドル - 家族: 30,791米ドル - 性別 - 男性: 25,954米ドル - 女性: 18,285米ドル - 人口1人あたり収入: 13,956米ドル - 貧困線以下 - 対人口: 20.8% - 対家族数: 16.7% - 18歳未満: 28.9% - 65歳以上: 14.4% |

## 都市と町
| - ボウレッグス - クロムウェル | - コナワ - リマ | - モード - ササクワ | - セミノール - ウェウォカ - 郡庁所在地 |